# Ökeltiska språk
Ökeltiska språk är en grupp av keltiska språk. Den kan delas upp ytterligare i 
- Gaeliska språk
  - Primitiv iriska, som utvecklades till:
  - Forniriska, som utvecklades till:
  - Medeliriska, som utvecklades till:
    - Iriska
    - Skotsk gaeliska
    - Manx (manniska)

- Brittiska språk
  - Kumbriska
  - Piktiska (möjligtvis)
  - Fornkymriska, som utvecklades till:
  - Medelkymriska, som utvecklades till:
    - Kymriska

  - Sydvästbrittiska språk, som utvecklades till:
    - Bretonska
    - Korniska